# Jawline
Jawline é um documentário de 2019 sobre mídia social e celebridades da internet. O documentário recebeu várias críticas. Em fevereiro de 2019, o Hulu adquiriu os direitos de distribuição do filme nos Estados Unidos. O filme é dirigido por Liza Mandelup e gerente de talentos Michael Weist.